# Manuel Hermia
 (mai 2023).
Manuel Hermia, né le 9 novembre 1967 à Rocourt (Liège), est un musicien de jazz belge, improvisateur, compositeur et explorateur des musiques du monde, jouant principalement du saxophone (alto, soprano et ténor), de la flûte et du bansurî. 
Il vit à Bruxelles.

## Biographie
Diplômé du conservatoire royal de Bruxelles (où il est devenu professeur de saxophone en 2014), Manuel Hermia est un musicien polyvalent, avec des pratiques musicales allant du hard bop aux musiques du monde, en passant par le free jazz.

### Parcours et influences
À la recherche de nouvelles formes, Manuel Hermia développe un langage musical ancré dans son époque, alliant un esprit libertaire, et contestataire du jazz inspiré par John Coltrane. 
Explorant les musiques du monde, il intègre des influences indienne, arabe et africaine autant à ses compositions qu'à ses prestations scéniques, par exemple avec le musicien indien Purbayan Chatterjee, le musicien marocain Majid Bekkas ou encore avec son projet Le Murmure de l'Orient basé sur le râga indien.
Il multiplie les expériences insolites, notamment avec le groupe Slang (jazz et rock alternatif), le projet DAHM (mélangeant classique, pop-rock et musiques du monde), l'album God At The Casino de Hermia/Ceccaldi/Darrifourcq ou la démarche pédagogique de Jazz For Kids expliquant les processus et les possibilités de l’improvisation au jeune public.

### Contribution théorique: le rajazz
Manuel Hermia est l'auteur d'une théorie innovante basée sur une tentative de combiner deux systèmes musicaux — la musique modale indienne et la musique tonale — en un système hybride qu'il a appelé Rajazz, contraction des mots râga et jazz. En développant une maîtrise du bansuri (longue flûte en bambou de l'Inde du nord), il a exploré en profondeur une forme d’organisation de notes et un ensemble de règles répondant simultanément aux attentes des deux systèmes. Les Rajazz en sont l'aboutissement : ils réunissent la tonalité et la modalité en conciliant le matériel mélodique limité du râga avec la volonté du musicien de jazz d'étendre au maximum sa palette de couleurs.

### Collaborations
Impliqué dans une série de projets (citons notamment Manuel Hermia Trio, Slang, Le Murmure de l'Orient, Orchestra Nazionale Della Luna, Hermia/Ceccaldi/Darrifourcq, Jazz For Kids, Dahm), il a joué et/ou enregistré avec — entre autres — Jean-Paul Estiévenart, Jean-Louis Rassinfosse, Bruno Castellucci, Gino Latucca, Pierre Van Dormael, Sal La Rocca, Daniel Romeo, Nicolas Achten, Frédéric Malempré, Didier Laloy, Purbayan Chatterjee, Mamady Keïta, Majid Bekkas, Kari Ikonen, Dobet Gnahoré, Manou Gallo, Fred Wesley, Zap Mama, Khadja Nin, Salvatore Adamo, Clarika, William Sheller, Sttellla, Dick Annegarn...

### Récompenses
- Octave de la musique 2005, catégorie Jazz, avec le groupe Slang[21].
- Octave de la Musique 2011, catégorie Jazz, avec le Manuel Hermia Trio pour son album Long Tales & Short Stories (Igloo Records, 2010)[22]
- Sabam Jazz Award 2017 récompensant un artiste confirmé de la communauté française de Belgique[23].

### Vie associative
En marge de son activité musicale, Manuel Hermia contribue activement à une réflexion collective sur la place de l'artiste dans notre société, afin de nourrir le débat au sein de différents organismes ou institutions. Il est ainsi devenu vice-président des Jeunesses musicales de la Fédération Wallonie-Bruxelles depuis 2011 et fait partie du conseil d'administration de la SABAM depuis mai 2013.

## Discographie sélective

### Manuel Hermia
- Manuel Hermia : Jazz for Kids (Kids Avatars, 2016)
- Manuel Hermia Trio : Austerity... And What About Rage? (Igloo Records, 2015)
- Manuel Hermia : Le Murmure de l'Orient, Vol. II (Igloo Records, 2012)
- Manuel Hermia : Long Tales And Short Stories (Igloo Records, 2010)
- Manuel Hermia : Rajazz (Igloo Records, 2006)
- Manuel Hermia : Le Murmure de l'Orient, Vol. I (Igloo Records, 2005)
- Manuel Hermia : L'Esprit du Val (Igloo Records, 1999)
- Manuel Hermia : Acid Colors (4AM, 1996)

### Projets et participations
- Orchestra Nazionale Della Luna : Orchestra Nazionale Della Luna (Jazz Avatars, 2017)
- Hermia / Ceccaldi / Darrifourcq : God At The Casino (Babel Label, 2015)
- Slang & Purbayan Chatterjee : Pace Of Mind (Its On The Way, 2015)
- Slang : Karmasutra (Slang, 2009)
- Slang : It's On The Way (Team 4 Action, 2005)
- Slang : Save The Chilis (Carbon 7, 2001)
- Slang : Los Locos (Carbon 7, 2000)
- Fred Wilbaux, Manuel Hermia & Nicolas Thys : Chronaxie (Igloo Records, 1996)